# Breathe (Taylor Swift)
"Breathe" skladba country pjevačice Taylor Swift. Skladba se nalazi na standardnom izdanju od njenog albuma Fearless. U pjesmi gostuje američka pjevačica Colbie Caillat. Pjesmu su napisale Taylor Swift i Colbie Caillat, dok su producenti Swift i Nathan Chapman. Pjesma govori o završetku jednog prijateljstva, a glavni intrument je gitara.
Pjesma je dobila dobre ktitike od glazbenih kritičara. "Breathe" je bila nominirana za Gremmy nagradu u kategoriji "Najbolja vokalana pop suradnja", ali izgubila je protiv "Lucky" koju izvode Caillat i Jason Mraz. Na Billboardovoj ljestvici singlova (Billboard Hot 100) pjesma se plasirala na 87. poziciji

## Pozadina
Swift je izjavila kako obožava Colbie Caillat još od njenog debitanskog albuma Coco, "kad je album izašao zaljubila sam se u način na koji ona stvara glazbu". Swift je kasnije kontaktirala njen menadžment i pitala može li napisati pjesmu s Caillat. Oni su potvrdili kako će Caillat biti na raspolaganju s obzirom na tada nadolazeći koncert u Nashvilleu, Tennessee i slučajno, na isti dan, Swift je bila na odmoru. Prema Swift, "Breathe", govori o razdvajanju od nekoga, međutim ona nikoga ne okrivljuje.

## Uspjeh pjesme
Dana, 29. studenog 2008. godine pjesma "Breathe" se plasirala na 87. poziciji ljestvice Billboard Hot 100. Zbog pojavljivanja pjesme, zajedno sa šest ostalih od Swift ona je postala ženski izvođač s najviše pjesama koje su u isto vrijeme bile na Billboardovoj ljestvici singlova uz Hannahu Montanu (Miley Cyrus). Pjesma je ostala samo jedan tjedana na Billboard Hot 100 ljestivci.

## Ljestvice
| Ljestvice (2009.)     | Najviša pozicija |
| --------------------- | ---------------- |
| SAD Billboard Hot 100 | 87               |

## Breathe (Taylor's Version)
11. veljače 2021. godine u emisiji Good Morning America, Swift je izjavila kako će ponovno snimljena verzija pjesme "Breathe", naslovljena "Breathe (Taylor's Version)", biti objavljena 9. travanja 2021. kao  pjesma sa Swiftinog ponovno snimljenog "Fearless" albuma, pod nazivom "Fearless (Taylor's Version)".